# وایروس
وایروس (انگلیسی: Vyrus) شرکت موتورسیکلت‌سازی ایتالیایی است، که در سال ۲۰۰۱ تأسیس شد.